# Hamerhoofdplatworm
De hamerhoofdplatworm (Bipalium kewense) is een platworm uit de orde Tricladida. Het is de eerste soort hamerhoofdplatworm die in Europa werd gevonden, in Kew Gardens. De soort wordt sinds het begin van de twintigste eeuw ook in Nederland en België aangetroffen en geldt als een invasie exoot.

## Naam
De wetenschappelijke naam van de soort werd in 1878 gepubliceerd door Henry Nottidge Moseley. De soort werd voor het eerst ontdekt in de orchideeënkassen van Kew Gardens in Engeland, waarnaar de soortaanduiding 'kewense' verwijst.

## Uiterlijke kenmerken
Bipalium kewense is een grote (10–30 cm), okergele landplatworm; in uitzonderlijke gevallen worden ze tot 50 cm lang. Het lichaam heeft vijf donkere lijnen midden op de rug en een donkere vlek in de nek. Op de buikzijde zit een bleke middenstreep, geflankeerd door twee smallere grijze of paarsachtige strepen. De kop is plat en hamervormig. De hamerhoofdplatworm heeft veel kleine oogjes, verspreid langs de koprand en langs de rand van het lichaam.

## Voorkomen
De soort komt oorspronkelijk uit Zuid-Oost Azië en is in 1912 al in de kas van de Hortus Botanicus in Amsterdam aangetroffen, en daarna met tussenpozen in andere kassen in Artis, Leiden en Utrecht. Hij heeft zich over de hele wereld verspreid, ook door heel Europa. Platwormen verspreiden zich vooral via de internationale potplantenhandel.
De soort leeft op het land, nabij zoet water of onder andere vochtige omstandigheden, zoals onder rottend hout in de schaduw. De platworm is een exoot in België en Nederland en er zijn weinig vindplaatsen.

## Levenswijze
Deze landplatworm gebruikt een gif om zijn prooi te verlammen en verpakt ze in verteringsslijm. De vertering wordt al ingezet waarna de worm na enige tijd het restproduct opzuigt en in het lichaam verder afbreekt en bewaart. Als alle voedingstoffen eruit zijn verlaten de resten het lichaam via de mond.
Voortplanting
De worm is tweeslachtig maar plant zich zelden geslachtelijk voort. Meestal laten ze achterlijfsementen los die eigenlijk klonen zijn. Deze groeien verder uit tot een nieuwe worm die genetisch identiek is. 

## Gelijkende soorten
Sinds 2014 wordt ook de meerlijnige hamerhoofdplatworm (Diversibipalium multilineatum) in Europa aangetroffen.
Platwormen kunnen met twee eenvoudige sleutels gedetermineerd worden:
- Zoekkaart
- Digitale soortenzoeker